# 图尼
图尼（Tuni），是印度安得拉邦East Godavari县的一个城镇。总人口50217（2001年）。

## 人口
该地2001年总人口50217人，其中男性24830人，女性25387人；0—6岁人口5801人，其中男2826人，女2975人；识字率63.57%，其中男性为68.97%，女性为58.29%。